# Église Santa Maria Immacolata all'Esquilino
L'église Santa Maria Immacolata all'Esquilino (en français : église Sainte-Marie-Immaculée-à-l'Esquilin) est une église romaine située dans le rione de l'Esquilino sur la via Emanuele Filiberto.

## Historique
L'église fut érigée de 1896 à 1914 selon les plans des architectes Cursi et Cortese, et consacrée le 21 avril 1942 par le cardinale Luigi Traglia. Elle fut construite pour les Frères de la charité dits Congrégation des Pères bigiens, fondée par saint Ludovic de Casoria qui s'est dissoute en 1973. Aujourd'hui l'église est un lieu subsidiaire de culte de la paroisse de l'église Santi Marcellino e Pietro al Laterano.

## Architecture
La façade de style néogothique se compose d'un portail unique surmonté d'une mosaïque et d'une rosace flanqués de deux tours basses. L'intérieur est constitué de trois nefs.

## Sources et références
- Église Santa Maria Immacolata all'Esquilino sur Commons

- (it) Cet article est partiellement ou en totalité issu de l’article de Wikipédia en italien intitulé « Chiesa di Santa Maria Immacolata all'Esquilino » (voir la liste des auteurs).